# Arrondissement Pontarlier
Das Arrondissement Pontarlier ist eine französische Verwaltungseinheit des Départements Doubs innerhalb der Region Bourgogne-Franche-Comté. Hauptort (Sitz der Unterpräfektur) ist Pontarlier.
Es umfasst 143 Gemeinden in fünf Wahlkreisen (Kantonen). Zum 1. Januar 2009 wurden die damaligen Wahlkreise Vercel-Villedieu-le-Camp und Pierrefontaine-les-Varans vom Arrondissement Besançon an das Arrondissement Pontarlier übertragen. Der damalige Kanton Le Russey kam vom Arrondissement Montbéliard.

## Wahlkreise
- Kanton Frasne
- Kanton Morteau
- Kanton Ornans (mit 15 von 53 Gemeinden)
- Kanton Pontarlier
- Kanton Valdahon (mit 46 von 58 Gemeinden)

## Gemeinden
| 1. Adam-lès-Vercel (25007)             | 2. Arçon (25024)                     | 3. Arc-sous-Cicon (25025)             | 4. Arc-sous-Montenot (25026)           |
| 5. Aubonne (25029)                     | 6. Avoudrey (25039)                  | 7. Bannans (25041)                    | 8. Belmont (25052)                     |
| 9. Bonnétage (25074)                   | 10. Bonnevaux (25075)                | 11. Boujailles (25079)                | 12. Bouverans (25085)                  |
| 13. Bremondans (25089)                 | 14. Bretonvillers (25095)            | 15. Brey-et-Maison-du-Bois (25096)    | 16. Bugny (25099)                      |
| 17. Bulle (25100)                      | 18. Chaffois (25110)                 | 19. Chamesey (25113)                  | 20. Chapelle-des-Bois (25121)          |
| 21. Chapelle-d’Huin (25122)            | 22. Châtelblanc (25131)              | 23. Chaux-lès-Passavant (25141)       | 24. Chaux-Neuve (25142)                |
| 25. Chevigney-lès-Vercel (25151)       | 26. Consolation-Maisonnettes (25161) | 27. Courtetain-et-Salans (25175)      | 28. Courvières (25176)                 |
| 29. Dommartin (25201)                  | 30. Dompierre-les-Tilleuls (25202)   | 31. Domprel (25203)                   | 32. Doubs (25204)                      |
| 33. Épenouse (25218)                   | 34. Épenoy (25219)                   | 35. Étalans (25222)                   | 36. Étray (25227)                      |
| 37. Évillers (25229)                   | 38. Eysson (25231)                   | 39. Fallerans (25233)                 | 40. Flangebouche (25243)               |
| 41. Fourcatier-et-Maison-Neuve (25252) | 42. Fournets-Luisans (25288)         | 43. Frasne (25259)                    | 44. Fuans (25262)                      |
| 45. Gellin (25263)                     | 46. Germéfontaine (25268)            | 47. Gilley (25271)                    | 48. Grand’Combe-Châteleu (25285)       |
| 49. Grand’Combe-des-Bois (25286)       | 50. Grandfontaine-sur-Creuse (25289) | 51. Granges-Narboz (25293)            | 52. Guyans-Vennes (25301)              |
| 53. Houtaud (25309)                    | 54. Jougne (25318)                   | 55. La Bosse (25077)                  | 56. La Chaux (25139)                   |
| 57. La Chenalotte (25148)              | 58. La Cluse-et-Mijoux (25157)       | 59. La Planée (25459)                 | 60. La Rivière-Drugeon (25493)         |
| 61. La Sommette (25550)                | 62. Labergement-Sainte-Marie (25320) | 63. Landresse (25325)                 | 64. Laval-le-Prieuré (25329)           |
| 65. Laviron (25333)                    | 66. Le Barboux (25042)               | 67. Le Bélieu (25050)                 | 68. Le Bizot (25062)                   |
| 69. Le Crouzet (25179)                 | 70. Le Luhier (25351)                | 71. Le Mémont (25373)                 | 72. Le Russey (25512)                  |
| 73. Les Alliés (25012)                 | 74. Les Combes (25160)               | 75. Les Fins (25240)                  | 76. Les Fontenelles (25248)            |
| 77. Les Fourgs (25254)                 | 78. Les Grangettes (25295)           | 79. Les Gras (25296)                  | 80. Les Hôpitaux-Neufs (25307)         |
| 81. Les Hôpitaux-Vieux (25308)         | 82. Les Pontets (25464)              | 83. Les Premiers Sapins (25424)       | 84. Les Villedieu (25619)              |
| 85. Levier (25334)                     | 86. Longechaux (25342)               | 87. Longemaison (25343)               | 88. Longevelle-lès-Russey (25344)      |
| 89. Longevilles-Mont-d’Or (25348)      | 90. Loray (25349)                    | 91. Magny-Châtelard (25355)           | 92. Maisons-du-Bois-Lièvremont (25357) |
| 93. Malbuisson (25361)                 | 94. Malpas (25362)                   | 95. Métabief (25380)                  | 96. Montbéliardot (25389)              |
| 97. Mont-de-Laval (25391)              | 98. Montlebon (25403)                | 99. Montperreux (25405)               | 100. Morteau (25411)                   |
| 101. Mouthe (25413)                    | 102. Narbief (25421)                 | 103. Noël-Cerneux (25425)             | 104. Orchamps-Vennes (25432)           |
| 105. Orsans (25435)                    | 106. Ouhans (25440)                  | 107. Ouvans (25441)                   | 108. Oye-et-Pallet (25442)             |
| 109. Passonfontaine (25447)            | 110. Pays-de-Montbenoît (25390)      | 111. Petite-Chaux (25451)             | 112. Pierrefontaine-les-Varans (25453) |
| 113. Petite-Chaux (25451)              | 114. Plaimbois-Vennes (25457)        | 115. Pontarlier (25462)               | 116. Reculfoz (25483)                  |
| 117. Remoray-Boujeons (25486)          | 118. Renédale (25487)                | 119. Rochejean (25494)                | 120. Rondefontaine (25501)             |
| 121. Rosureux (25504)                  | 122. Saint-Antoine (25514)           | 123. Sainte-Colombe (25515)           | 124. Saint-Gorgon-Main (25517)         |
| 125. Saint-Julien-lès-Russey (25522)   | 126. Saint-Point-Lac (25525)         | 127. Sarrageois (25534)               | 128. Septfontaines (25541)             |
| 129. Touillon-et-Loutelet (25565)      | 130. Val-d’Usiers (25578)            | 131. Valdahon (25578)                 | 132. Vaux-et-Chantegrue (25592)        |
| 133. Vellerot-lès-Vercel (25596)       | 134. Vennes (25600)                  | 135. Vercel-Villedieu-le-Camp (25601) | 136. Vernierfontaine (25605)           |
| 137. Verrières-de-Joux (25609)         | 138. Villeneuve-d’Amont (25621)      | 139. Villers-Chief (25623)            | 140. Villers-la-Combe (25625)          |
| 141. Villers-le-Lac (25321)            | 142. Villers-sous-Chalamont (25627)  | 143. Vuillecin (25634)                |                                        |

## Neuordnung der Arrondissements 2017

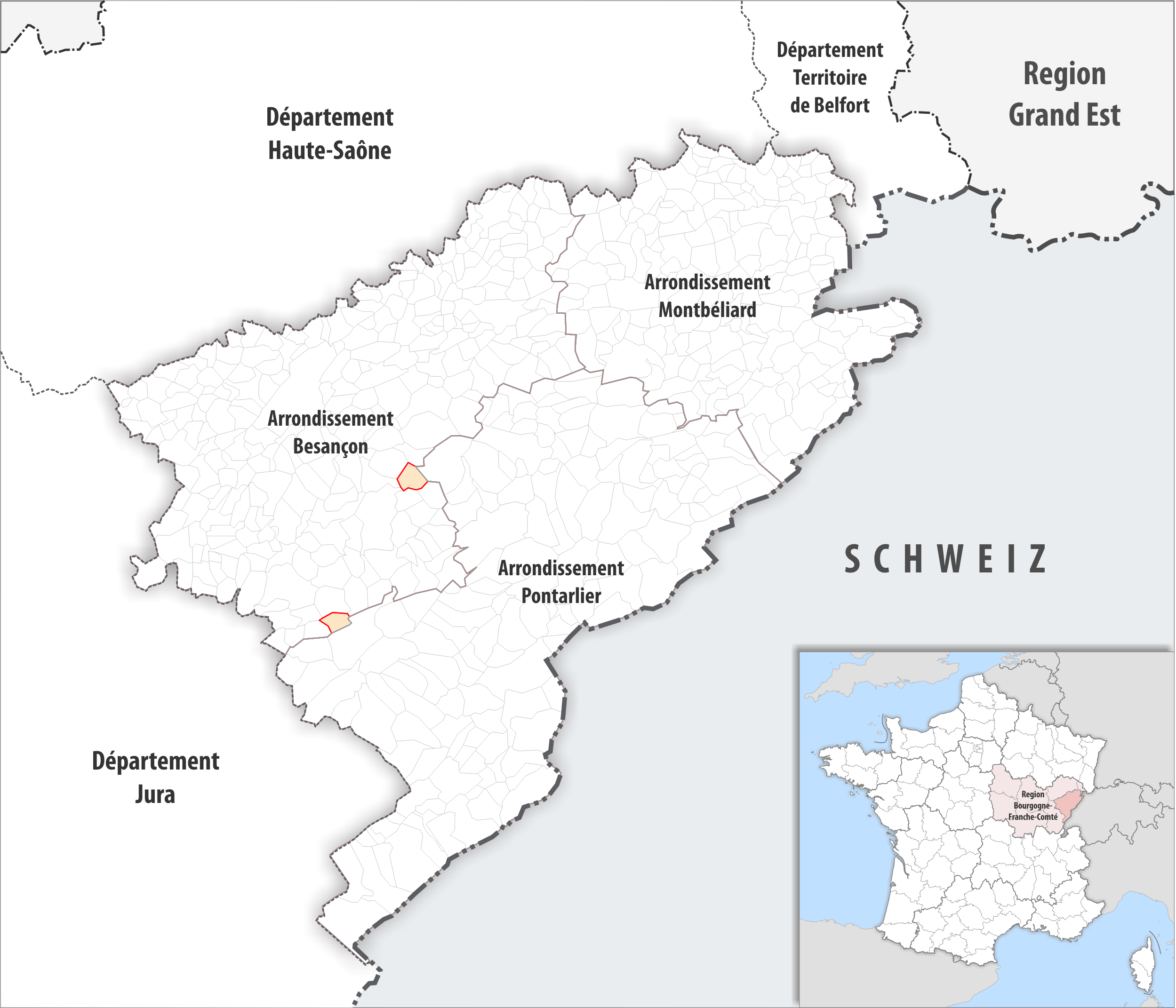
Arrondissementsanpassungen im Jahr 2017

Durch die Neuordnung der Arrondissements im Jahr 2017 wurde die Fläche der zwei ehemaligen Gemeinden Charbonnières-les-Sapins und Labergement-du-Navois aus dem Arrondissement Besançon dem Arrondissement Pontarlier zugewiesen.

## Ehemalige Gemeinden seit der landesweiten Neuordnung der Kantone
bis 2024:
Hauterive-la-Fresse, La Longeville, Montbenoît, Montflovin, Ville-du-Pont
bis 2023:
Bians-les-Usiers, Goux-les-Usiers, Sombacour
bis 2016:
Verrières-du-Grosbois
bis 2015:
Athose, Chasnans, Hautepierre-le-Châtelet, Nods, Rantechaux, Vanclans